# Oberonia chandrasekharanii
Oberonia chandrasekharanii là một loài thực vật có hoa trong họ Lan. Loài này được V.J.Nair, V.S.Ramach. & R.Ansari mô tả khoa học đầu tiên năm 1983.